# Synaldis madeiracola
Synaldis madeiracola är en stekelart som beskrevs av Fischer 2003. Synaldis madeiracola ingår i släktet Synaldis och familjen bracksteklar. Inga underarter finns listade i Catalogue of Life.